# ريو تاكايا
ريو تاكايا (باليابانية: 瀧谷 亮) (16 فبراير 1994 في كاناغاوا في اليابان – )؛ هو لاعب كرة قدم ياباني سابق كان يلعب كمهاجم.

## وصلات خارجية
- ريو تاكايا على موقع رابطة كرة القدم اليابانية للمحترفين (اليابانية)
- ريو تاكايا على موقع قاعدة بيانات كرة القدم.إي يو (الإنجليزية)
- ريو تاكايا على موقع Soccerway.com (الإنجليزية)